# Вільні гроші

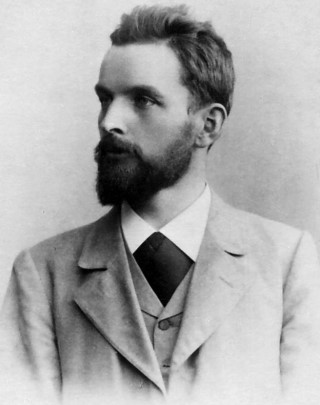
Йохан Сильвіо Гезель (1862—1930)

Вільні гроші, безвідсоткові гроші або демереджеві гроші — поняття, введене німецьким економістом Сильвіо Гезелем (1862—1930) для позначення грошей, які з часом поступово втрачають свою вартість і таким чином непридатні для тривалого накопичення. Вільні гроші потенційно мають більшу швидкість обігу порівняно зі звичайними.
Назвою «вільні гроші» Гезель намагався підкреслити звільнення грошей від лихварських відсотків та їх суспільну приналежність. Він вважав це альтернативою нинішній грошовій системі, яка, на його думку, заснована на кредитних відсотках.
Гезель вважав, що ставить власників грошей в рівні умови з власниками товарів — гроші повинні бути такими ж недовговічними, як і товари; власники грошей повинні намагатись позбутись їх так само, як власник товарів намагається розпродати свої запаси. Для цього гроші піддаються амортизації (демереджу).
Для практичного втілення цих ідей у своїй книзі «Природний економічний порядок» Гезель пропонував змінити банкноти. Банкнота Гезеля має порожні клітинки з датами, наприклад, кожного понеділка року (всього 52). В ці клітинки власники грошей повинні будуть в зазначену дату вклеїти спеціальну марку, яка коштує, наприклад, 0.1 % від номіналу. Без чергової марки банкнота втрачає свою дійсність і поновлює її лише з маркою. Таким чином за рік банкнота фактично знеціниться на 5.2 %. В кінці року вона міняється на нову.
Можуть бути й інші варіанти стосовно величини демереджу а також стосовно частоти його сплачування.

## Застосування теорії на практиці

### Шваненкирхен
1931 році в баварській селі Шваненкірхен (Schwanenkirchen) для відродження вугільної шахти стали використовувати приватну валюту під назвою вару (wära). Ця валюта планомірно знецінювалася, для підтримки платоспроможності готівки власники були зобов'язані сплачувати збір. Таким чином була обмежена можливість використання цієї валюти для накопичень і тим самим стимулювався активний товарообіг.
Експеримент Вара в Шваненкірхен заборонило Міністерство фінансів Німеччини указом Брюнинга від 30 жовтня 1931.

### Вергль

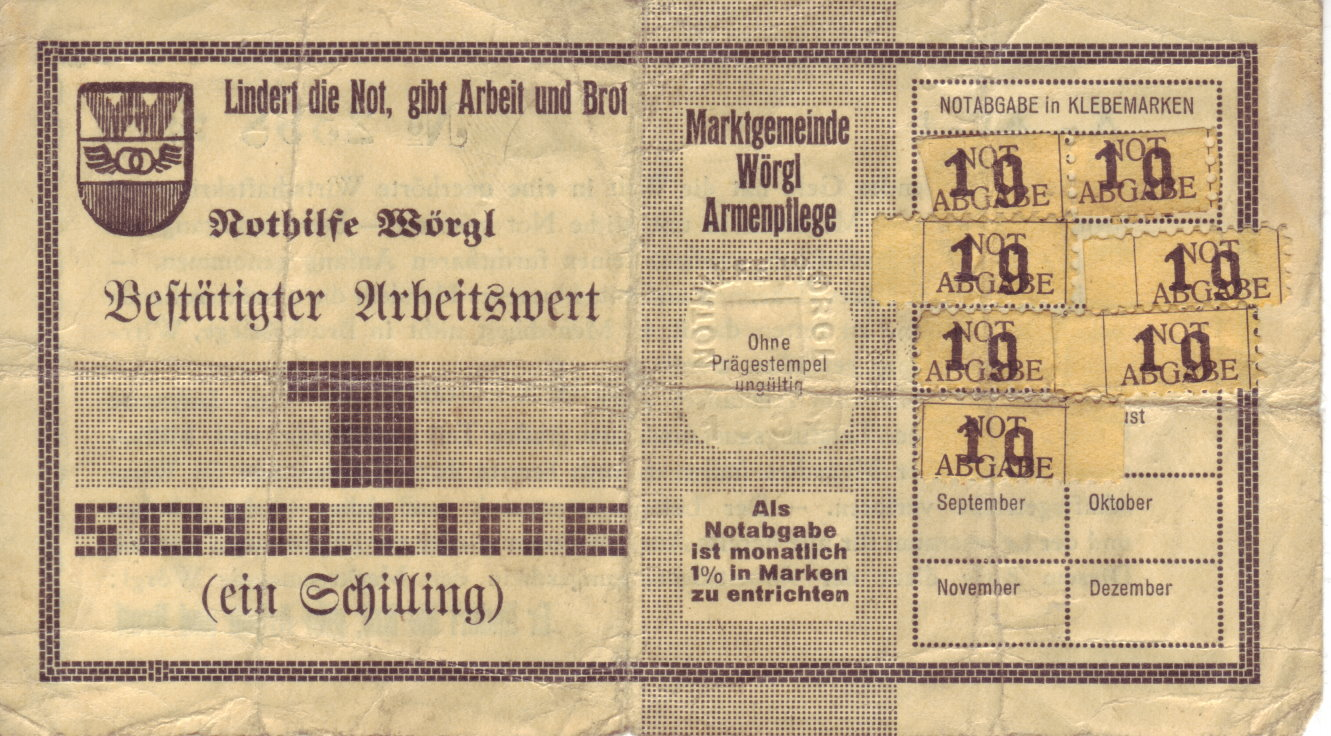
Вільний шилінг зі щомісячною амортизацією

Другим практичним застосуванням поглядів Гезеля був експеримент в 1932 році в австрійському містечку Вергль з населенням 3 000 чоловік. В результаті експерименту в місті був побудований міст, покращено стан доріг, збільшилися капіталовкладення в громадські служби. Саме в цей час багато країн Європи змушені були боротися зі зростаючим безробіттям, а рівень безробіття у Вьорглі знизився за рік на 25 %.
Вільні шилінги, які впровадив Міхаель Унтергугенбергер, бургомістр Вергля у 1932 році, мали дванадцять клітинок для наклеювання марок, амортизація грошей сплачувалася щомісяця, у розмірі 1 % від вартості банкноти. Тобто 12 % за рік.
Незважаючи на успіх, досвіду одного міста не достатньо, щоб стверджувати про ефективність ідей Гезеля в масштабах країни. Економічне зростання у Верглі під час експерименту могло бути обумовлене й іншими факторами, дослідження яких не проводилося. Крім того, штучне стимулювання зростання грошового обігу в період загальної кризи і спаду зовсім не означає, що подібні заходи будуть мати позитивний вплив в умовах досить стабільної економічної ситуації.
Один з економічних аспектів ідеї Гезеля полягає в децентралізації емісії грошей без механізму взаємного узгодження обсягів додаткової емісії. Коли більше 300 громад в Австрії зацікавилися моделлю Гезеля, Національний банк Австрії побачив у цьому загрозу стабільності грошової системи країни і заборонив друкування місцевих грошей. Незважаючи на те, що спір тривав дуже довго і розглядався навіть у вищіх судових інстанціях Австрії, ні Верглю, ні іншим європейським громадам не вдалося повторити цей експеримент. Однак заборони стосувалися непідконтрольної Національному банку безпосередньої емісії грошей місцевою владою, а не принципів системи Гезеля.

### ШвейцарськийWIR
Найпотужніша система вільних грошей функціонувала у швейцарському WIR (нім. Wirtschaftsring-Genossenschaft, господарсько-ринковий кооператив), що нараховує 62 тисячі учасників і забезпечує щорічний обіг в еквіваленті 1 млрд 650 млн швейцарських франків (зараз «податок Гезеля» ним не застосовується).
WIR був заснований в 1934 році як механізм подолання платіжної кризи, що склалася під впливом великої депресії.
У 1952 році кооператив відмовився від стягнення «податку Гезеля» зі своєї валюти «WIR» і зараз використовує позиковий відсоток, який накладається тільки на зовнішніх боржників, члени кооперативу кредитуються безвідсотково.

### Кімгавер
Кімгавер — представник «вільних грошей» сучасності. Заснований в 2003 році в містечку Прін, вчителем економіки Крістіаном Геллері. Кімгавер, як і багато інших регіональних валют Німеччини[джерело?], має чотири клітинки для наклеювання марок. Демередж сплачується щоквартально у розмірі 2 % від вартості банкноти. Тобто 8 % за рік.
З 2006 року з'явився електронний кімгавер (нім. мовою: Elektronischer Chiemgauer). Це пластикова картка, амортизація з якої знімається автоматично. Менеджер проекту — Клаус Копп з регіонального бюро Вассербурга.